# Monte Rite
Il Monte Rite (2.183 m s.l.m.) è una montagna delle Dolomiti (Dolomiti di Zoldo), che si eleva, fittamente boscosa, sulla destra idrografica del Bóite, sopra la stretta della Chiusa, mentre con il versante meridionale domina Cibiana, paese famoso nel mondo per i suoi murales. La cresta sommitale del monte è costituita da una lunga dorsale che la collega a quella del Col Alto con la forcella Dèona, anche detta forcella de Rite, che separa le due sommità; dalla cima si gode una grandiosa vista sulle Dolomiti della Valle del Boite, della Val Zoldana e del Centro Cadore.

## Musei e rifugi

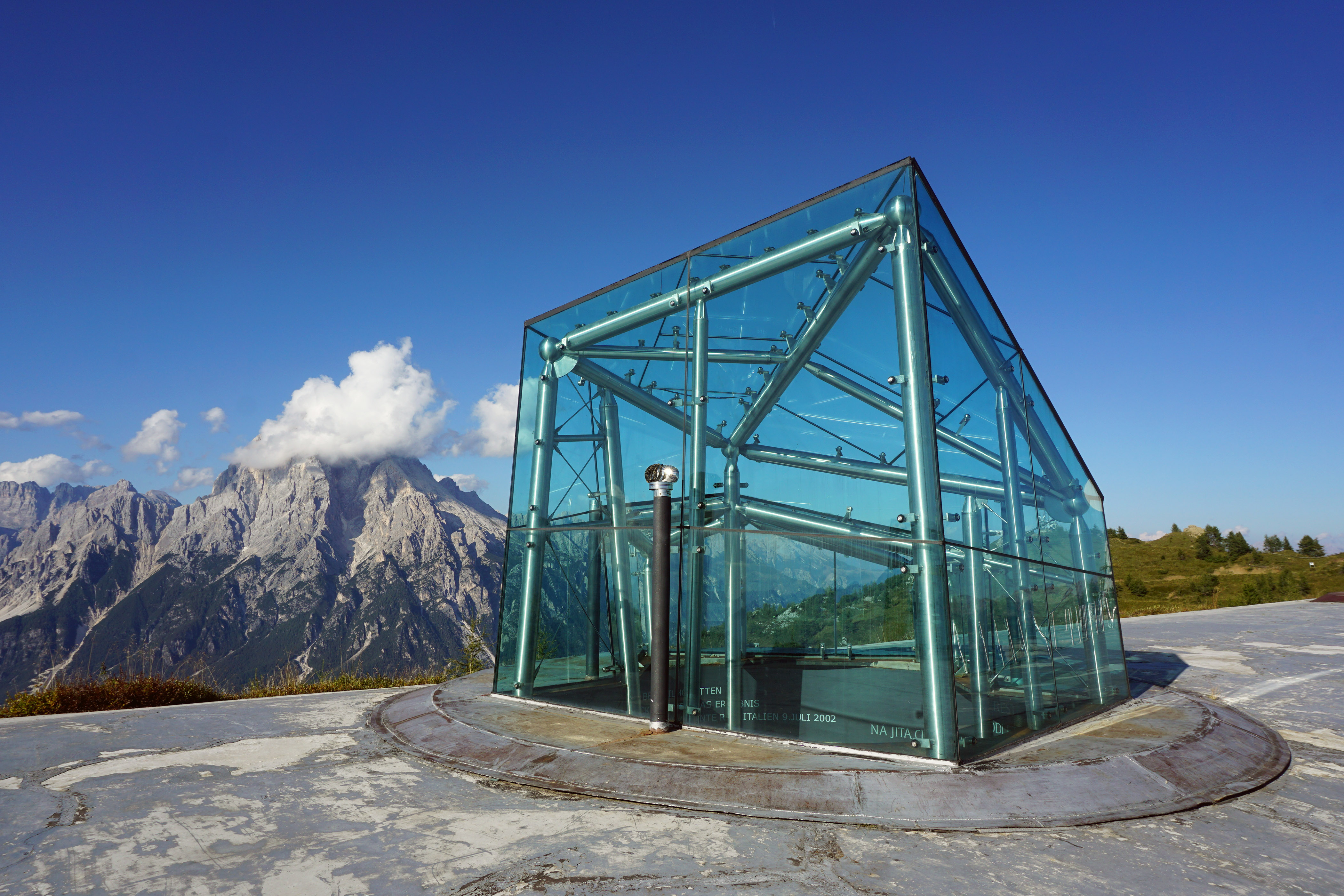
Il Museo nelle Nuvole e l'Antelao

Sulla cresta si trovano i resti delle fortificazioni costruite prima della Grande Guerra, restaurati per la costruzione del Museo nelle Nuvole su iniziativa del noto alpinista Reinhold Messner, iniziativa portata a termine grazie ai finanziamenti della comunità Europea e della regione Veneto.
Il museo, il più alto d'Europa, fa parte del circuito museale Messner Mountain Museum e al suo interno si trova una grande galleria di quadri rappresentanti le Dolomiti, dal Romanticismo fino ad giorni nostri. È presente anche una raccolta di oggetti e documenti appartenuti a grandi alpinisti, attraverso i quali è raccontata l'evoluzione dell'arrampicata su roccia. Il museo è aperto nel periodo estivo (da giugno a fine settembre). Adiacente al museo si trova il rifugio Dolomites, aperto anche durante la stagione invernale (raggiungibile con sci o ciaspole). Nel periodo estivo un servizio di navette a pedaggio collega il Museo ed il Rifugio alla forcella Cibiana, dove si trova il rifugio Remauro. 
Per coloro che desiderano raggiungere il Monte Rite a piedi è consigliato il sentiero che si imbocca in corrispondenza del primo tornante della strada militare percorsa dalle navette. La cima è facilmente raggiungibile da forcella Cibiana seguendo la strada militare, segn. 479 (T), h 2.

## Traversate ed escursioni

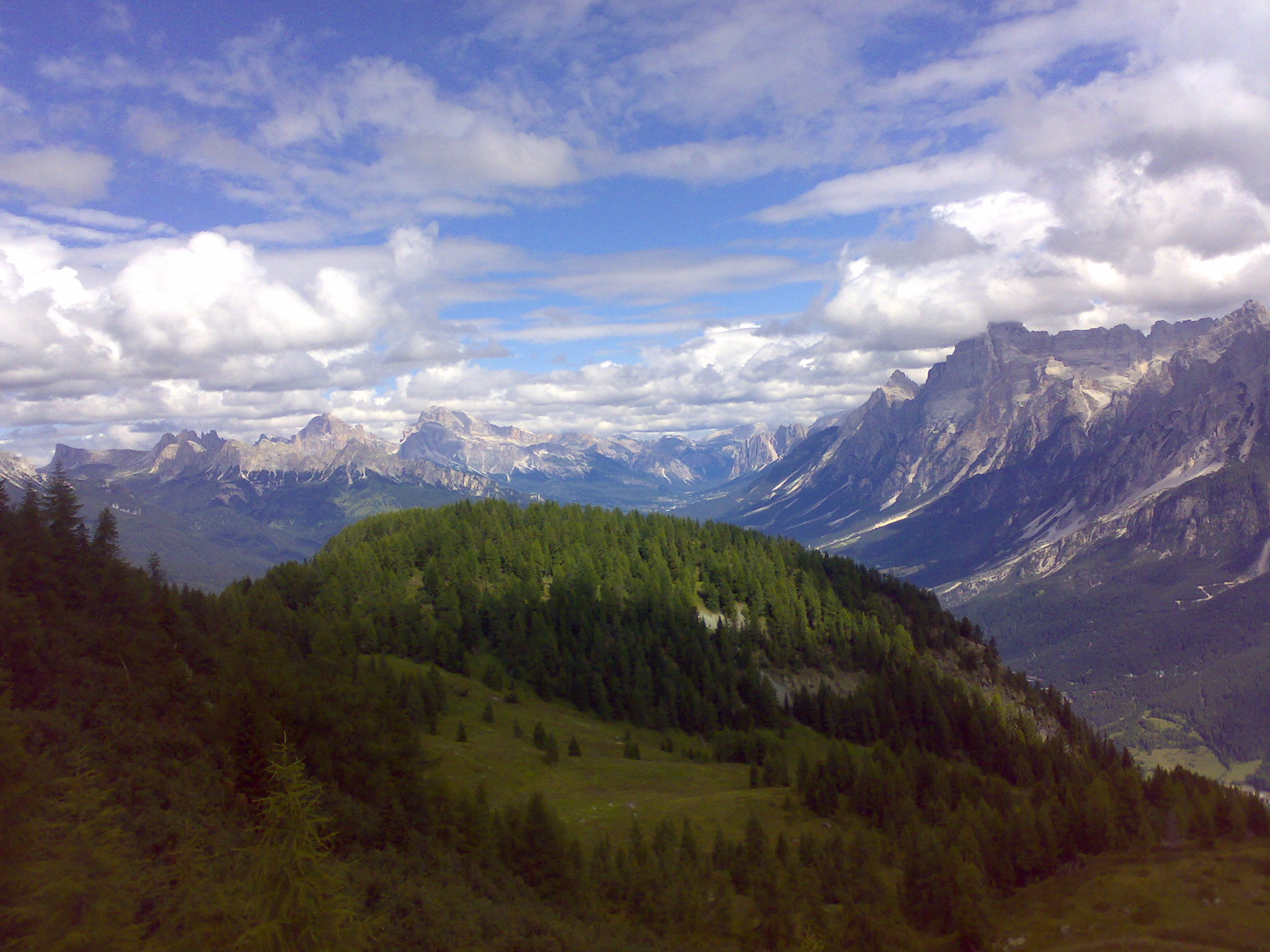
Dalla cima verso la Val Bóite

- Interessante percorso naturalistico, segn. rosso (T), h 1.30, che si sviluppa ad anello per circa sei km, con inizio a forcella Dèona. Lungo il percorso numerose tabelle con informazioni tematiche.

- Per forcella Val Inferna e Ciandolada è raggiungibile il rifugio Venezia, segn. 478-494-456-493-471 (E), h 6.

Da forcella Dèona (2.053 m) per segn. 478, rimanendo in quota, si aggira il Col Alto (2.145 m) per poi scendere fino a forcella val Inferna (1.748 m). Da qui per il sentiero con segn. 494-478 si scende, per una boscosa valletta del versante settentrionale, fino a raggiungere la radura dove sorge il rifugio Talamini (1.582 m). Per segn. 456 si attraversa la forcella Ciandolada (1.565 m) fino ad incontrare la strada militare che sale da Zoppè di Cadore. Seguendola si traversano le pendici meridionali del monte Pénna (2.196 m) e, dopo il passo di Rutòrto (1.931 m), si raggiunge finalmente il rifugio Venezia (1.946 m).